# Xavier Arbós Marín
Xavier Arbós Marín (Barcelona, 1954) és catedràtic de dret constitucional de la Universitat de Barcelona, director de l'Institut d'Estudis de l'Autogovern des d'octubre de 2024.
És llicenciat i doctorat en dret per aquesta universitat, i diplomat en estudis avançats per l'Institut d'Estudis Polítics de París. Ha estat becari «Jean Monnet» a l'Institut Universitari Europeu de Florència i degà de la Facultat de Dret de la Universitat de Girona. La seva tesi doctoral, publicada el 1986, va ser La idea de nació en el primer constitucionalisme espanyol.
El 2024 fou nomenat director de l'IEA, en substitució de Joan Ridao.